# Tongafruktduva
Tongafruktduva (Ptilinopus porphyraceus) är en fågel i familjen duvor inom ordningen duvfåglar.

## Utseende och läte
Hane tongafruktduva är en färgglad duva med silvergrått på ansikte och bröst, lila på pannan och lysande gul stjärtspets. Honan liknar hanen, men har mer dämpade färger. Honan liknar honan av pastellfruktduva, men har tydligare karmosinrött på pannan och mindre kontrasterande grön nacke. Lätet består vanligen av två mörka hoanen följt av en accelererande kakofoni av liknande toner. 

## Utbredning och systematik
Arten delas in i två underarter:
- P. p. porphyraceus – förekommer på Tonga, Fiji och Niue
- P. p. fasciatus – förekommer på Samoa

Tidigare förbehandlades pohnpeifruktduva (P. ponapensis) och kosraefruktduva (P. hernsheimi) som underarter till porphyraceus och vissa gör det fortfarande. Sedan 2014 urskiljer Birdlife International och IUCN underarten fasciatus som egen art, "samoafruktduva". 

## Status
IUCN bedömer hotstatus för underarterna (eller arterna) var för sig, båda som livskraftiga.